# Kupiski Stare
Kupiski Stare – dawny wąskotorowy kolejowy przystanek osobowy we wsi Stare Kupiski, w województwie podlaskim, w Polsce.